# Phrynops tuberosus
Phrynops tuberosus là một loài rùa trong họ Chelidae. Loài này được Peters mô tả khoa học đầu tiên năm 1870.